# Henri-Louis de Chavagnac
Pour les articles homonymes, voir Chavagnac.
Henri-Louis de Chavagnac, seigneur d'Andredieu, de la Rochette, seigneur puis marquis de Chavagnac (1720-1759), de Blesle, de Lugarde, baron de Pont-Quellenec en Bretagne, dit le « comte de Chavagnac » (titre de courtoisie), né en 1664 à Blesle et mort le 9 juillet 1743 à Blesle, est un officier de marine français du XVIIe et XVIIIe siècles. Il termine sa carrière avec le grade de Lieutenant général des armées navales et commandeur de Saint-Louis.

## Biographie

### Origines et famille
Henri-Louis de Chavagnac, descend de la famille de Chavagnac, une ancienne famille de la noblesse auvergnate sur preuves de 1446. La famille, huguenote convertie au catholicisme. 
Il est le deuxième fils de François de Chavagnac, comte de Chavagnac (1616-1675) est capitaine d'une compagnie, maréchal de camp, gentilhomme du maréchal de Turenne, gouverneur de Furnes puis intendant d'Auvergne (en 1667). Il se convertit au catholicisme en 1645. Sa mère, Louise Blanc du Bort, est l'héritière du Bort près de Blesle.
Son oncle paternel, François de Chavagnac sert également dans la marine du roi et terminera sa carrière avec le grade de chef d'escadre. Au total, huit membres de la famille de Chavagnac serviront dans la Marine.

### Carrière militaire
Il entre dans la Marine royale et intègre une compagnie de garde de la marine à Toulon en décembre 1683. Promu au grade d'enseigne de vaisseau en janvier 1686, il passe lieutenant de vaisseau à Toulon en janvier 1690. 
C'est en cette qualité qu'il prend part à la guerre de la Ligue d'Augsbourg. Il combat à la bataille du cap Béveziers le 10 juillet 1690 et est présent au désastre de Barfleur le 29 mai 1692, au cours de laquelle une grande partie de la flotte française est détruite. Capitaine d'une Compagnie franche de la Marine, puis capitaine de galiote et d’artillerie à Rochefort de février 1701 à 1702, au début de la guerre de Succession d'Espagne. Il est nommé major de la marine à Toulon de 1702 à 1704, et reçoit, en 1704, une commission de capitaine de vaisseau. 
Il est à combat de Vélez-Málaga, le 24 août 1704. Du 22 au 26 février 1706, il ravage la colonie anglaise de Saint-Christophe-et-Niévès dans les Antilles,. 
Fait chevalier de l'ordre de Saint-Louis, il est nommé Commandant de la Compagnie des Gardes de la Marine à Brest, et ses terres de Chavagnac, de Blesle, et autres lieux, sont érigées en marquisat sous le nom de Chavagnac en février 1720,. 
Il est promu au grade de chef d'escadre des Armées Navales lors de la promotion du 27 mars 1728. En 1741, il est fait commandeur surnuméraire de l'Ordre de royal et militaire de Saint-Louis, en conservant ses appointements de chef d'escadre à titre de pension. Il obtient la permission du roi de se retirer, la même année, avec le grade de lieutenant général des armées navales ad honores. 
Il meurt le 9 juillet 1743, à Blesle, à l'âge de 79 ans.

## Mariage et descendance
Il épouse à Brest le 30 novembre 1708, Louise-Julienne des Nos de Champmeslin, fille de Gilles des Nos, seigneur de Champmeslin, alors capitaine des vaisseaux du Roi, Chevalier de l'ordre royal et militaire de Saint-Louis, plus tard commandeur du même Ordre et Lieutenant Général des Armées Navales et Gouverneur des Isles du Levant et du Ponant. De cette union naissent :
- Gilles-Henri-Louis-Clair de Chavagnac (1709-1740), capitaine de vaisseau, tué au combat ;
- Marie-Anne-Julienne de Chavagnac (née à Brest le 12 janvier 1712, et morte le 24 décembre 1718).

### Sources et bibliographie
- François-Alexandre de La Chenaye-Aubert, Dictionnaire de la noblesse, contenant les généalogies, l'histoire & la chronologie des familles nobles de la France, Chez la veuve Duchesne, 1772 (lire en ligne), p. 380
- Théophraste Renaudot, Gazette de France, vol. 1, Paris, 1766 (lire en ligne), p. 372
- Pierre Grellet de la Deyte, Marins auvergnats et foréziens au XVIIIe siècle : les Chavagnac, impr. de Bussac, Clermont-Ferrand, 1960

En anglais
- (en) David Marley, Wars of the Americas : a chronology of armed conflict in the New World, 1492 to the present, ABC-CLIO, 1998, 722 p. (ISBN 978-0-87436-837-6, lire en ligne)